# Sans laisser d'adresse
Sans laisser d'adresse é um filme de comédia francesa de 1951, dirigido por Jean-Paul Le Chanois. No Festival Internacional de Cinema de Berlim 1951, ganhou o prêmio Urso de Ouro de Melhor Comédia. Os cenários do filme foram projetados pelos diretores de arte Max Douy e Serge Piménoff.

## Elenco
- Bernard Blier como Émile Gauthier
- Danièle Delorme como Thérèse Ravenaz
- Pierre Trabaud como Gaston
- Juliette Gréco como o cantor
- Arlette Marchal como Madame Forestier
- Paul Ville como Victor
- Yvette Etiévant como Adrienne Gauthier
- Sophie Leclair como Raymonde
- France Roche como Catherine
- Christian Lude como Marcel Forestier